# Creslow
Creslow est une paroisse civile et un village du Buckinghamshire, en Angleterre.